# Статут львівських вірмен
Стату́т льві́вських вірме́н (1519) — пам'ятка середньовічного права емігрантів-вірмен, що жили у Львові, Луцьку, Снятині, Станіславі, Тернополі та інших містах Південно-Західної Русі, яка входила до складу Королівства Польського. Декретами 1344 і 1356 років польський король Казимир III Великий надав емігрантам судове самоврядування, яким вони користувалися до 1784. 
Місцеві вірменські суди протягом цього часу керувалися спочатку своїм традиційним старовірменським правом, тобто судебником Мхітара Гоша, а потім укладеним на основі нього Статутом львівських вірмен, що його прийняв вальний сейм у місті Пйотркув-Трибунальський 5 березня 1519 і затвердив король Сигізмунд І. У другій половині XVI ст. до Статуту львівських вірмен було додано складений у Львові «Порядок судів і справ вірменського права», що регулював питання судового розгляду.